# Sträckenergi
Sträckenergi är ett viktigt begrepp inom svetsning och betecknar den tillförda energin per längd svetsförband. Sträckenergin påverkar avkylning, slagseghet och spänning. Gassvetsning kräver som exempel mycket mer energi per längd än lasersvetsning. Om svetsning sker vid låg sträckenergi riskerar materialet att kylas för snabbt av omgivande material. Då kan hårda och spröda strukturer bildas, det vill säga materialet hårdnar och kan få härdsprickor eller försprödas. 
{\displaystyle Q=\eta *\ {\frac {U*I*60}{v*1000}}} [kJ/mm]
η=Termisk verkningsgrad enl. SS-EN 1011-1. (UP: 1,0, MIG/MAG: 0,8, MMA: 0,8, TIG 0,6)
U=Spänning (V)
I=Strömstyrka (A)
v=stränghastighet (mm/min)